# Alexandre Levy

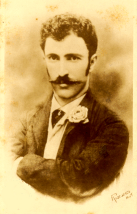
Alexandre Levy.

Alexandre Levy, född den 10 november 1864 i São Paulo, Brasilien, död den 17 januari 1892, var en brasiliansk kompositör, pianist och dirigent.
Levy skapade han en blandning mellan klassisk musik och Brasiliens populära folkmusik. Han dog i förtid vid 27 års ålder och hans hemstad har instiftat ett prestigefyllt pris till hans ära.